# Polyplátanos
Polyplátanos är en ort i Grekland.   Den ligger i prefekturen Nomós Imathías och regionen Mellersta Makedonien, i den norra delen av landet, 300 km norr om huvudstaden Aten. Polyplátanos ligger 21 meter över havet och antalet invånare är 892.
Terrängen runt Polyplátanos är platt, och sluttar österut. Runt Polyplátanos är det ganska tätbefolkat, med 72 invånare per kvadratkilometer. Närmaste större samhälle är Véroia, 17,6 km söder om Polyplátanos. Trakten runt Polyplátanos består till största delen av jordbruksmark.